# 島原藩

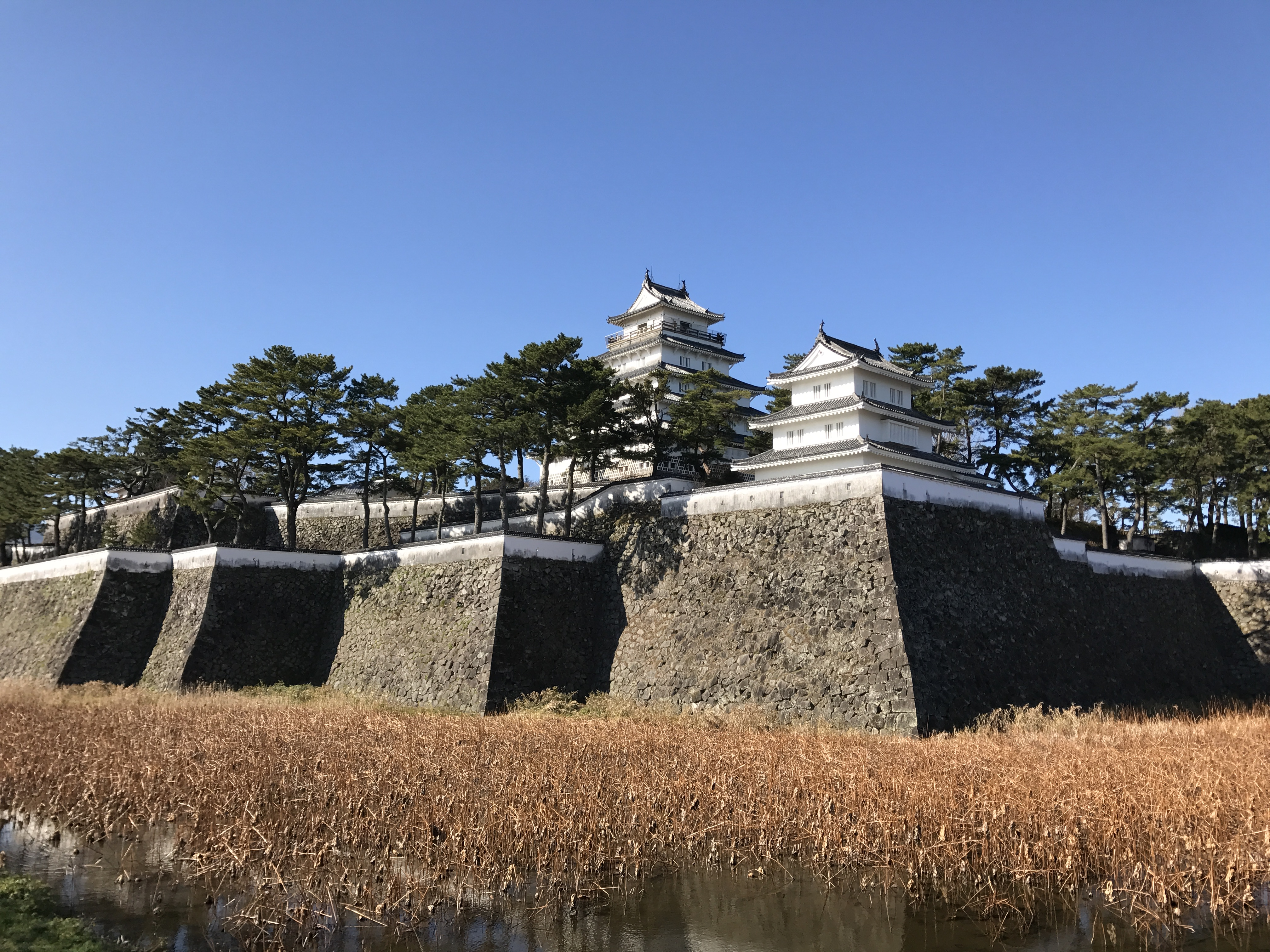
島原城

島原藩（しまばらはん）は、肥前国島原周辺を支配した藩。初期は日野江藩（ひのえはん）と呼ばれる。藩庁は初期は日野江城（長崎県南島原市）、のち島原城（長崎県島原市）。徳川譜代の高力氏、十八松平の深溝松平家が配され天領である長崎の監督、譜代の小倉藩と同様、九州の外様大名に対する目付役を担った。

## 藩史
島原は戦国時代、有馬氏が治めていた。キリシタン大名の有馬晴信は関ヶ原の戦いで東軍に与して本領を安堵されたが、慶長17年（1612年）、岡本大八事件により、甲斐国都留に幽閉の上、切腹に処された。しかし子の直純は、父の晴信と疎遠で幕府とも親しかったことから、事件の累が及ばず遺領を嗣いだ。直純は慶長19年（1614年）、日向国県藩（延岡藩）に加増の上、転封となった。
その後しばらく幕府領となったが、やがて元和2年（1616年）、松倉重政が大和国五条藩より4万石で入る。松倉氏は戦国時代、筒井順慶の家臣として仕えた。特に重政の父・松倉重信は島清興と共に「右近左近」と称されるほどの名将であったが、重政は父に似ず暗愚で、領民に苛酷な政治を敷き、キリシタンを厳しく弾圧した。また、彼の代に島原城が築かれ、政庁は日野江城からこちらに移った。
そして重政の跡を継いだ勝家は父以上の苛酷な政治を敷き、キリシタンを厳しく取り締まった。勝家の残酷さを示すものとして、年貢を払えない者には蓑を着せて生きたまま火あぶりに処すという、いわゆる「蓑踊り」という処刑方法があったという。また、年貢を払えない者の子女を捕らえて処刑したり、幕府の歓心を得るために4万石の石高を10万石と申告するなど、島原はまさに地獄そのものだったという。この苛酷な勝家の政治に領民の怒りが爆発し、寛永14年（1637年）に天草四郎を総大将として島原の乱が起こる。領民の怒りは凄まじく、松倉軍の中にも領民側に寝返る者が現われたため、松倉軍単独ではとても鎮圧できなかった。ここに至って江戸の幕府も事態を重く見て、板倉重昌を総大将とした鎮定軍を派遣するが、重昌は功にあせって戦死してしまう。代わって「知恵伊豆」こと老中・松平信綱が総大将となる。信綱は九州の諸大名およそ12万を総動員して、原城を兵糧攻めにした。この中には戦国時代の古強者・立花宗茂らも加わっている。反乱軍も兵糧攻めにはかなわず、3ヵ月後に反乱は鎮圧され、四郎をはじめとする反乱軍は皆殺しとされてしまった。その一方、領主の松倉勝家も苛酷な政治を敷いて領民に反乱を引き起こさせた責任を厳しく問われ、乱の鎮圧後に斬首刑に処された。勝家が大名の身分でありながら武士としての名誉の刑である切腹さえも許されず、一介の罪人として斬首刑に処された点からも、幕府が勝家の罪をいかに重く見ていたかがうかがえる。
松倉勝家の後、徳川譜代の家臣・高力忠房が遠江国浜松藩より4万石で入る。忠房は乱で荒廃した島原地方を復興することに尽力した。そして巧みな農業政策や植民奨励政策などを行って、島原の復興を成し遂げた。ちなみに現在、島原に多くの方言があるのは、忠房が各国の武士の次男・三男や農民などの植民を奨励して、様々な国の人々が島原に土着したためと言われている。しかし、忠房の跡を継いだ隆長は藩の体制確立に躍起になったためか失政が多く、幕府より咎を受け寛文8年（1668年）に改易となった。
代わって丹波国福知山藩より深溝松平氏の松平忠房が6万5000石で入る。松平氏は5代にわたって島原を支配したが、寛延2年（1747年）に下野国宇都宮藩の戸田忠盈が7万7000石で入り、入れ替わりで松平氏は宇都宮へ移封となる。戸田氏は2代続いたが、安永3年（1774年）に宇都宮へ移封されていた松平氏が6万5000石で再び戻ってくる。戸田氏も入れ替わりで宇都宮へ戻る。以後、松平氏が8代にわたって支配し、明治4年（1871年）の廃藩置県を迎え島原県となった。その後、長崎県に編入された。
島原の乱の教訓からか、松倉氏の後に入った高力・松平・戸田の3氏はいずれも、徳川譜代の家臣である。なお、島原は気候温暖であるが火山地帯で土地がやせており、実際の年貢の収穫高は表高よりも少なかったと言われている。

## 歴代藩主

### 有馬家
4万石 外様 （1600年 - 1614年）
1. 晴信
2. 直純

### 幕府領
（1614年 - 1616年）

### 松倉家
4万石 外様 （1616年 - 1638年）
1. 重政
2. 勝家

### 高力家
4万石 譜代 （1638年 - 1668年）
1. 忠房
2. 隆長

### 松平〔深溝〕家
6万5000石 譜代 （1668年 - 1747年）
1. 忠房
2. 忠雄
3. 忠俔
4. 忠刻
5. 忠祗

### 戸田家
7万7000石 譜代 （1747年 - 1774年）
1. 忠盈
2. 忠寛

### 松平〔深溝〕家
6万5000石 譜代 （1774年 - 1871年）
1. 忠恕
2. 忠馮
3. 忠侯
4. 忠誠
5. 忠精
6. 忠淳
7. 忠愛
8. 忠和

## 重臣
深溝松平家の家臣について記載する。

### 大老
- 板倉八右衛門家（1700石、大老）
  - 善明堤の戦いで、松平好景（深溝松平家）とともに戦死した板倉好重の子孫。家臣筆頭。当主は代々、八右衛門を称する。
  - 板倉好重 - 忠重 - 利尹 - 房勝 - 勝貞 - 俔方 - 勝相 - 勝周 = 勝健（勝相の子） = 勝彪（勝周の子） = 勝直（勝彪長男勝皖の子） - 勝武
- 松平勘解由家（1200石、大老） 
  - 深溝松平家の草創期を支えた松平康定（松平好景の弟）の子孫。当主は代々、勘解由を称する。多くの分家を創出したが、当主のみが松平姓を許され、その他は奥平姓を称した。
  - 松平康定 - 定広 - 広次 - 房次 - 次章 - 広連 = 定方（次章の子、後に本家・松平忠雄の養子） - 広教（後に旗本・松平忠位の養子） = 芳擎（次章の子） = 定朋（分家・奥平定堅の子、芳起と同一人物か） - 定村 = 定陽（本家・松平忠馮の子） = 広業（分家・奥平広隆の子） - 定勝

## 幕末の領地
- 肥前国
  - 高来郡のうち - 33村
- 豊前国
  - 宇佐郡のうち - 39村
- 豊後国
  - 国東郡のうち - 61村

## 藩邸

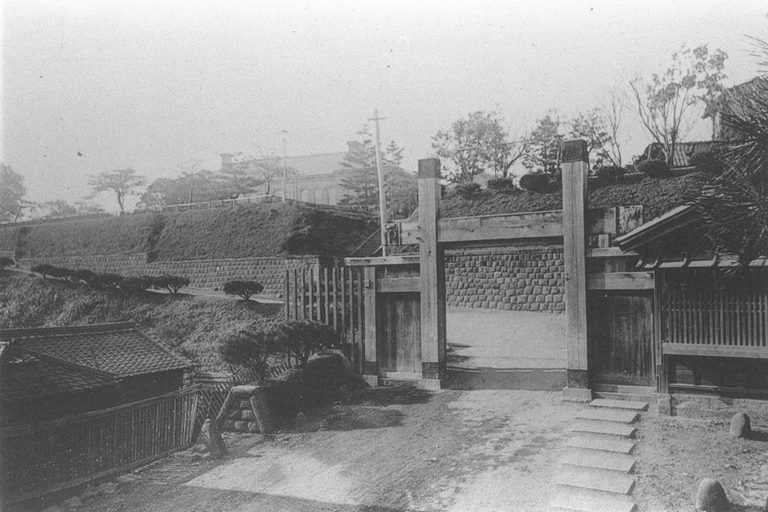
旧島原藩邸中屋敷黒門 1871年3月、慶應義塾が芝新錢座から移転。
同じく中屋敷の長屋塀（写真右手前）
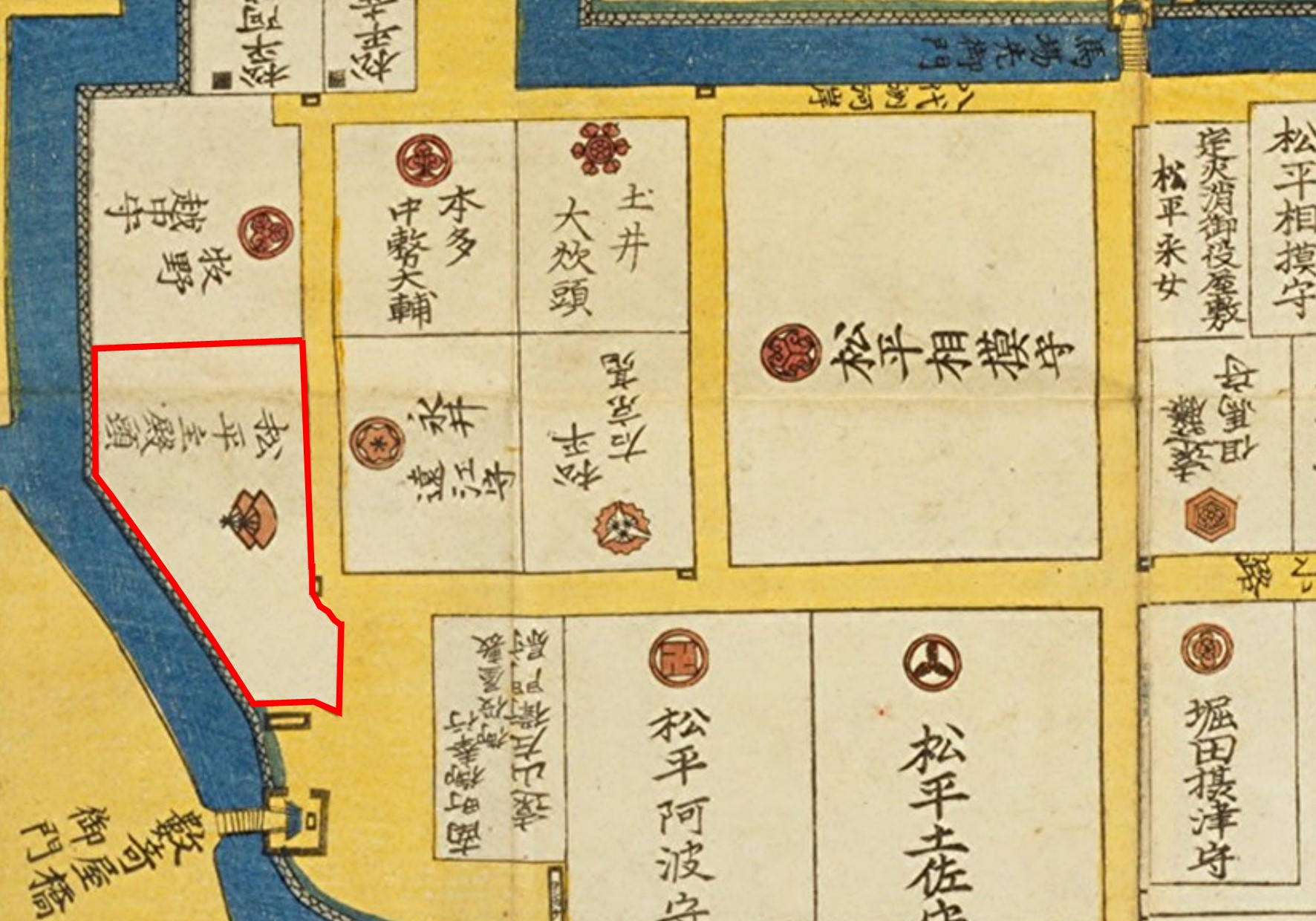
『御江戸大名小路絵図』に描かれた島原藩上屋敷（赤枠内）
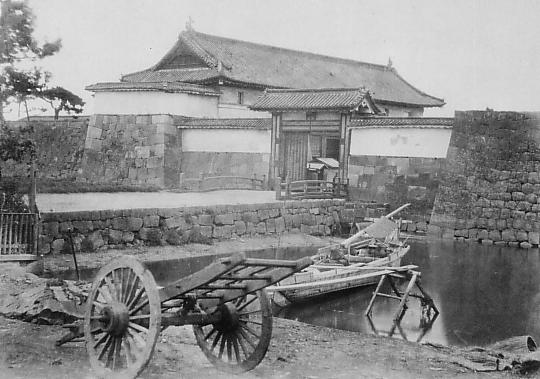
数寄屋橋門 1881年1月、明治法律学校は有楽町の旧島原藩上屋敷跡で開校した。

深溝松平家時代の島原藩の江戸屋敷は、上屋敷が有楽町・数寄屋橋交差点付近に、中屋敷が三田の綱坂にあった。
上屋敷は明治維新後に最後の藩主松平忠和が後援していた明治法律学校（1881年開校。後の明治大学）に提供され、1886年に神田駿河台（後の明治大学駿河台キャンパス）へ移転するまで同校の校舎として使用された。後に同地には「明治大学発祥の地」の碑が建立されている。
一方、三田にあった中屋敷は政府に接収された後、慶應義塾に払い下げられ、後に慶應義塾大学の三田キャンパスになっている。

## 肥前島原松平文庫
深溝松平家は代々、好学と篤学の家柄として知られていた。松平忠房は、その家風もあり文学・歴史・兵法・絵図など広く天下の貴重本・希有本を蒐集した。歴代藩主も学問を好み古典を愛し、これらの遺風が継承されていった。文庫の構成は文学・歴史・宗教・政治・経済・教育・風俗・自然科学・医学・産業・芸術と多岐にわたる。質・量ともに充実しており極めて貴重な資料であるといえよう。調査研究の対象として幅広く活用されており、全国各地からの来庫がある。文学書では日本で唯一の伝本である『伊勢物語聞書抄』や、最古の写本の一つである『夜寝覚』などがある。また、歴史資料でも甲斐武田氏の分国法の写本である『甲州式目』は最古の写本として知られている。『栄花物語』のように木製活字で印刷されたものや、その他にも色彩豊かに描かれる『鳥獣図鑑』は、島原藩の本草学の成果を示すものである。

## 関連人物
- 木村斉次